# ヘミレ
ヘミレ(Haemire)は大韓民国が開発した遠隔操作無人探査機（ROV）。
大韓民国海洋水産部と韓国海洋研究院の共同で2001年より開発が行なわれ、2006年3月に進水。海洋部によって世界で4番目に6,000メートルの深海まで潜水できる無人潜水艇の開発技術保有国になったと発表された。
全長3.3メートル、全幅1.8メートル、全高2.2メートル、総重量3,700キログラム。プラスマイナス5メートルの誤差範囲内で目標を追跡できる位置追跡装置（USBL）と2本の油圧式ロボットアームを備え、6機の電動推進器により最高速度1.5ノットでの運用が可能。
2006年4月23日から26日に実施された第1次性能検査で、耐圧容器漏水、推進機モーターコントロールアンプコネクター部分漏水、絶縁油漏油による圧力部蒸気異常が発生し、深度1,065メートルで試験中止となったが、同年11月6日に西太平洋のフィリピン海において水深5,775メートルの海底で2時間55分の深海撮影と性能確認試験に成功。 
2007年11月には日本海の対馬海盆で初の海底探査を行ない、2010年4月には天安沈没事件で海没した残骸回収のために投入された。